# ويليام هنري ستيلويل
ويليام هنري ستيلويل (بالإنجليزية: William Henry Stilwell) هو قاضي أمريكي، ولد في 24 مايو 1849 في مقاطعة سانت لورنس في الولايات المتحدة، وتوفي في 8 مايو 1928 في فينيكس في الولايات المتحدة.